# Милан Бојовић
Милан Бојовић (Лучани, 13. април 1987) је српски фудбалер који игра на позицији нападача.

## Каријера
Бојовић је каријеру почео у родним Лучанима, у екипи Младости, али је још у млађим категоријама прешао у београдски Партизан. Након играња за подмладак, није дебитовао за први тим Партизана. Деби у сениорском фудбалу је имао током сезоне 2004/05. у екипи Раднички Стобекс која се такмичила у Српској лиги Запад. Након тога је играо за Срем, а потом и за Телеоптик где је у сезони 2006/07. у Српској лиги Београд на 28 утакмица постигао 13 голова. Добре партије у дресу Телеоптика, обезбедиле су му трансфер у суперлигаша Чукарички. Две године је био у Чукаричком, затим је исти период провео у Јагодини а потом је сезону и по био играч новосадске Војводине. Играјући за ова три клуба, Бојовић је од 2007. до 2012. године одиграо 138 утакмица у Суперлиги на којима је био стрелац 36 пута.
У децембру 2012. године је потписао за грчког друголигаша Панетоликос. Са овом екипом је у сезони 2012/13. изборио пласман у Суперлигу Грчке. За сезону и по у дресу Панетоликоса је одиграо укупно 50 првенствених утакмица на којима је постигао 18 голова. У првом делу сезоне 2014/15. је наступао за Бнеи Сакхин у израелској Премијер лиги. У зимском прелазном року сезоне 2014/15. се вратио у Грчку и потписао за друголигаша Ларису. За сезону и по у дресу Ларисе, Бојовић је у друголигашком такмичењу одиграо 47 првенствених утакмица, на којима је постигао 13 голова.
У јулу 2016. године се вратио у Лучане и потписао за Младост. У сезони 2016/17. је на 26 првенствених утакмица постигао 16 голова. Младост је у тој сезони остварила најбољи резултат у историји клуба, освојено 4. место у Суперлиги Србије и изборен пласман у европско такмичење. Током 2017. и 2018. године је играо у Казахстану за Кајзар и Жетису. У децембру 2018. године се вратио у Младост. Након полусезоне у екипи Младости, Бојовић је јулу 2019. потписао за Раднички из Ниша. За Раднички је наступио на само три утакмице (две у квалификацијама за Лигу Европе и једну у 1. колу домаћег првенства против Пролетера). У наредним мечевима је био на клупи за резерве или ван протокола па се у истом прелазном року, 31. августа 2019, вратио у Младост из Лучана. Из Младости је у фебруару 2023. прешао у узбекистански Турон. Бојовић је напустио клуб из Лучана као најбољи стрелац у историји Суперлиге Србије са укупно 100 постигнутих голова. У јулу исте године је раскинуо уговор са Туроном, а наредног месеца се вратио у српски фудбал и потписао за Напредак из Крушевца. Након сезоне у Напретку, Бојовић је потписао за српсколигаша ФАП из Прибоја.